# Nacht-Express
Nacht-Express war eine Abendzeitung in Ost-Berlin von 1945 bis 1953.

## Geschichte
Am 7. Dezember 1945 erschien die erste Ausgabe des Nacht-Express. Sie sah äußerlich wie eine Boulevardzeitung nach amerikanischem Vorbild aus, war aber im sowjetischen Sektor von Berlin herausgegeben worden. Initiator war der sowjetische Major Iossif Feldman, der die Journalisten Rudolf Kurtz als Chefredakteur und Paul Wiegler als Feuilletonredakteur gewinnen konnte. Vorbild war die Abendzeitung Der Kurier, die kurz zuvor im französischen Sektor gegründet worden war. In den ersten Ausgaben des Nacht-Express gab es dicke Überschriften, viel Unterhaltung, Sport und Feuilleton und einen Pressespiegel mit Auszügen aus amerikanischen und anderen ausländischen Zeitungen ohne Kommentar. Dies war für Zeitungen aus dem sowjetischen Sektor einmalig. Noch im Juli 1946 waren ein großer Teil von befragten Berlinerinnen und Berlinern der Meinung, dies sei eine neutrale und keine sowjetische Zeitung. Die Auflagen lagen um 250.000 bis 200.000 gedruckten Exemplaren (zum Vergleich Neues Deutschland 500.000 1946, 900.000 1948).
In der folgenden Zeit wurde die politische Berichterstattung etwas sichtbarer sowjetisch geprägt, es blieb aber der Boulevard-Charakter der Zeitung erhalten. Der hauptsächliche Akteur war Major Feldmann, der auch als Presseoffizier und Zensor fungierte und der wahrscheinlich die meisten politischen Artikel selber schrieb oder aus der sowjetischen Täglichen Rundschau übernahm. Er erhielt diesen besonderen Charakter der Zeitung. Der Feuilletonchef Paul Wiegler schrieb fast alle Artikel seines Ressorts selber. Der offizielle Chefredakteur Rudolf Kurtz blieb dagegen in den ersten Jahren sehr im Hintergrund und verfasste kaum eigene Texte. Nach dem Vorbild des Nacht-Express entstanden bald einige weitere formal unabhängige Zeitungen in der Sowjetischen Besatzungszone wie die Weimarer Abendpost und Berlin am Mittag.
Ende 1948 wurde Major Iossif Feldmann wegen angeblicher Spionage verhaftet. Der Nacht-Express schlug seit dieser Zeit eine etwas angepasstere Ausrichtung ein, behielt aber seine formale Unabhängigkeit und Besonderheit.
Am 3. März 1953 beschloss das Politbüro der SED die Schließung des Expreß-Verlages und der Zeitung und den Verkauf des Gebäudes an die FDJ-Zeitung Junge Welt. Am 30. April 1953 erschien die letzte Ausgabe des Nacht-Express, die illustrierte Berliner Abendzeitung als letzter verbliebener Tageszeitung in der DDR, die keiner staatlichen Partei oder Organisation gehörte.